# Хюма-хатун
Хюма́-хату́н (ум. в 1449, Бурса) — наложница османского султана Мурада II, мать султана Мехмеда II.

## Происхождение
О происхождении Хюмы достоверных данных нет. Франц Бабингер пишет: «факт, что происхождение Хюмы невозможно определить, абсолютен… это доказывает то, что она не была турчанкой знатного происхождения и, скорее всего, была рабыней. В противном случае, о ней должна была быть хотя бы одна запись в современных ей документах». Утверждение Бабингера опирается в первую очередь на тот факт, что браки османских правителей с женщинами из турецких, византийских и славянских знатных семей освещались в османских источниках; если этого не происходило, то женщина была обычной наложницей, вошедшей в гарем как рабыня. Бабингер сообщает, что не сохранилось никаких современных Хюме документов, в которых называлось бы её имя: во всех документах она называется только по титулу — хатун, и даже захоронение Хюмы в Бурсе носит название Хатуние; ещё в документах встречается вариант хатун бин Абдулла — «госпожа, дочь Абдуллы», что тоже подтверждает немусульманское происхождение. Само имя Хюма (райская птица из персидских легенд) матери Мехмеда II дали позднее исследователи. Бабингер полагает, что о происхождении Хюмы могла знать Хунди-хатун, няня Мехмеда II, но она эту информацию никому не сообщала.
Бабингер отмечает, что султан Мурад II предпочитал Мехмеду старших сыновей, Ахмеда и Алаеддина Али, но из-за их скоропостижной кончины в 1437 и 1442/1443 годах соответственно назвал наследником Мехмеда; Бабингер полагает, что причиной этой нелюбви Мурада II к сыну могла быть его мать — иноземная наложница-христианка. Хит Лоури предполагает, что Хюма могла быть рабыней греческого или славянского происхождения. Византийские источники тоже говорят об иностранном происхождении Хюмы. Анри Матьё в своей книге «Турки и другие народы» пишет: «Мать Фатиха — итальянка по имени Стелла [Эстелла], эта девушка была похищена алжирскими пиратами в возрасте семи лет и оказалась среди наложниц, направленных в гарем Мурада II. Она стала женой Мурада и матерью Мехмеда, первого высокоинтеллектуального принца, получившего образование под руководством матери и выучившего благодаря ей итальянский язык». И Сакаоглу, и Бабингер считают эту историю недостоверной. С точки зрения Сакаоглу, она ещё и слишком похожа на более поздний рассказ о происхождении матери Махмуда II — Накшидиль-султан; тем не менее, этот исследователь считает, что Хюма и правда могла быть похищена пиратами. Бабингер опровергает ещё одну легенду, появившуюся в XVI веке, о том, что Хюма была французской принцессой.

## Биография
О жизни матери Мехмеда II известно мало. Хюма попала в гарем примерно до 1432 года, поскольку, вероятно, именно в этот год родился будущий султан Мехмед II. При этом Сакаоглу пишет, что, поскольку спорной является сама дата рождения Мехмеда II, спорно и имя его матери. Поздневизантийский историк Михаил Критовул писал, что «Мехмеду было 28 лет, когда он занял трон»; согласно этим данным, будущий султан родился в 1423 году. Другие источники называют возможными датами рождения 1428 и 1432 годы. Раннеосманские историки, писавшие о рождении Мехмеда II, не упоминают имя его матери. Сакаоглу полагает, что матерью Мехмеда II помимо Хюмы-хатун могла быть как Хатидже Халиме-хатун, так и Мара Бранкович; но другие учёные считают маловероятным, чтобы Мехмед выдал замуж или отослал в Сербию собственную мать, как это предположительно произошло с Хатидже Халиме и Марой. Более поздние исследования показали, что Хюма несомненно была матерью Мехмеда II, но о том, откуда она была родом, никаких данных нет.
Бабингер пишет, что воспитанием маленького шехзаде с рождения занималась его кормилица — турчанка Хунди-хатун, также известная как Дайе-хатун (няня), пережившая и Хюму, и её сына. Летом 1434 года Мехмед был отправлен в Амасью, где губернатором в то время был его старший единокровный брат шехзаде Ахмед; вероятно, Мехмеда в этой поездке сопровождали мать и няня. Вероятно также, когда Мехмед проходил обучение управлению государством в собственной провинции, Хюма по традиции сопровождала его. Возможно, у Хюмы была дочь Хатидже, которая с августа 1470 года была замужем за Исой-беем, а до этого — за Караманоглу Ибрагим-беем.
Хюма застала только первое правление сына, и с восшествием его на престол в 1444 году она, вероятно, получила титул, равный появившемуся позже титулу валиде-султан. Хюма-хатун умерла, по разным данным, в конце лета — начале осени (сентябре/августе) 1449 года  — в период между двумя правлениями сына, когда к власти возвращался Мурад II. Она была похоронена в собственном тюрбе Хатунийе в мечети Мурадие в Бурсе, располагавшейся в районе, названном в честь Хюмы-хатун.